# Tang Enbo
Tang Enbo (湯恩伯T, Tāng ÉnbóP; Wuyi, ottobre 1898 – Tokyo, 29 giugno 1954) è stato un generale cinese durante la Repubblica di Cina. Insieme a Hu Zongnan e Xue Yue, Tang fu uno dei generali del Kuomintang più temuti e rispettati dai giapponesi durante la seconda guerra sino-giapponese.

## Biografia

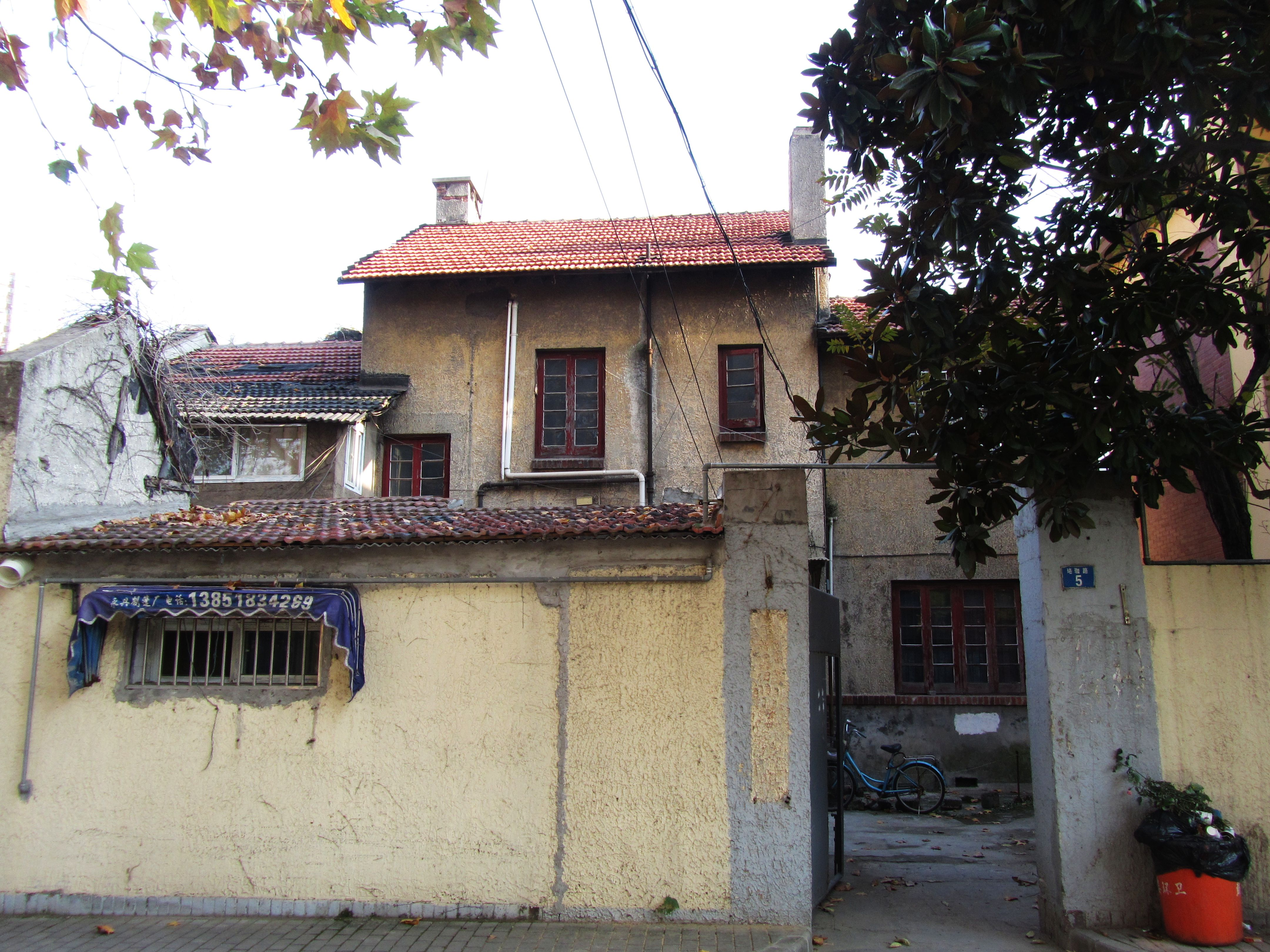
L'antica residenza di Tang Enbo a Nanchino

Tang Enbo nacque nel 1898 a Wuyi, nello Zhejiang. Si graduò all'Accademia dell'Esercito Imperiale Giapponese e grazie a questo divenne familiare delle tattiche dei giapponesi durante la seconda guerra sino-giapponese. La sua iniziale resistenza all'invasione nipponica fu molto scarsa, ma non per sua inettitudine bensì per la situazione politica nella Cina del tempo. Il superiore di Tang, Chiang Kai-shek era riluttante a far combattere le sue forze migliori contro gli invasori giapponesi perché voleva usarle per sterminare i comunisti. Limitato in truppe e materiale, qualsiasi comandante avrebbe avuto grandi difficoltà a combattere un esercito nettamente superiore e Tang non era un'eccezione. Inoltre i piani di battaglia che sembravano ottimi sulla carta raramente si dimostravano successi sul campo perché i signori della guerra locali erano interessati solamente a mantenere le loro forze e in gran parte ignoravano gli ordini di Chiang Kai-shek. Nonostante Tang ebbe un peso nella vittoriosa battaglia di Taierzhuang (1938), fu incapace di fermare gli assalti giapponesi durante l'Operazione Ichi-Go del 1944 e perse 37 città in 36 giorni.

### Guerra civile cinese
Dopo la seconda guerra mondiale Tang Enbo partecipò alle campagne contro i comunisti. All'inizio era titubante a causa del suo fallimento militare durante la rivoluzione comunista cinese, ma presto la sua quarta concubina lo convinse a seguire fermamente Chiang Kai-shek e rimanere con il Kuomintang. Di conseguenza, Tang informò Chiang che il suo maestro e superiore Chen Yi gli aveva chiesto di aderire ai comunisti e Chen fu quindi arrestato. Fu successivamente giustiziato a Machangding, Taipei, il 18 giugno 1950 e fu sepolto a Wugu, nella contea di Taipei.
La conseguenza di tutto ciò fu che Tang Enbo aveva ormai perso la fiducia di Chiang Kai-she. La sua posizione si indebolì ulteriormente quando altri cadetti nazionalisti come Gu Zhenggang scoprirono e rivelarono a Chiang che durante la campagna di Shanghai (1949), Tang stava preparando la fuga in Giappone, chiedendo ai suoi associati Wang Wencheng e Long Zuoliang di cercargli una casa nel paese.
Chiang perse allora completamente la fiducia in Tang e lo destituì da ogni comando.

### Morte
Dopo essere fuggito a Formosa (Taiwan) con tutto il governo nazionalista, Tang si ammalò e fu mandato in Giappone per le cure. Comunque, Tang morì dopo l'intervento chirurgico a Tokyo nel 1954, a 55 anni. È sepolto nel Cimitero militare del monte Wuzhi a Xizhi, Taiwan.

## Carriera militare
- 1932: Generale comandante della 89ª Divisione, Henan
- 1937: Comandante in capo delle forze di pacificazione di prima linea del quartier generale di Taiyuan
- 1937 - 1938: Generale comandante del XIII Corpo
- 1937 - 1938: Generale comandante della 20ª Armata
- 1938 - 1940: Comandante in capo del 31º Gruppo d'armata
- 1944: Vicecomandante in capo della 1ª zona di guerra
- 1944: Vicecomandante in capo della 4ª zona di guerra
- 1944 - 1945: Comandante in capo del 3° fronte di guerra
- 1949: Comandante in capo della difesa di Shanghai